# Saint-Clément (Ardèche)
Saint-Clément – miejscowość i gmina we Francji, w regionie Owernia-Rodan-Alpy, w departamencie Ardèche.
Według danych na rok 1990 gminę zamieszkiwało 118 osób, a gęstość zaludnienia wynosiła 6 osób/km² (wśród 2880 gmin regionu Rodan-Alpy Saint-Clément plasuje się na 1503. miejscu pod względem liczby ludności, natomiast pod względem powierzchni na miejscu 514.).